# Puchar Świata w biegach narciarskich 2010/2011
Sezon 2010/2011 Pucharu Świata w biegach narciarskich rozpoczął się 20 listopada 2010 r. w szwedzkim Gällivare, a ostatnie zawody z tego cyklu odbyły się 20 marca 2011 roku w szwedzkim kurorcie Falun. Finał PŚ odbył się w Sztokholmie i Falun.
Ostateczny kalendarz zawodów został zatwierdzony dnia 2 czerwca 2010 roku.
Puchar Świata rozegrany został w 10 krajach i 17 miastach na 2 kontynentach. W trzech miejscowościach odbyły się trzy konkursy.
Obrońcami kryształowej kuli byli: Polka Justyna Kowalczyk wśród kobiet i Petter Northug z Norwegii wśród mężczyzn. W tym sezonie, wśród kobiet trofeum to trafiło do Justyny Kowalczyk (po raz trzeci z rzędu), a wśród mężczyzn do reprezentanta Szwajcarii Dario Cologni (Cologna triumfował poprzednio w sezonie 2008/2009).

## Zwycięzcy

### Kobiety

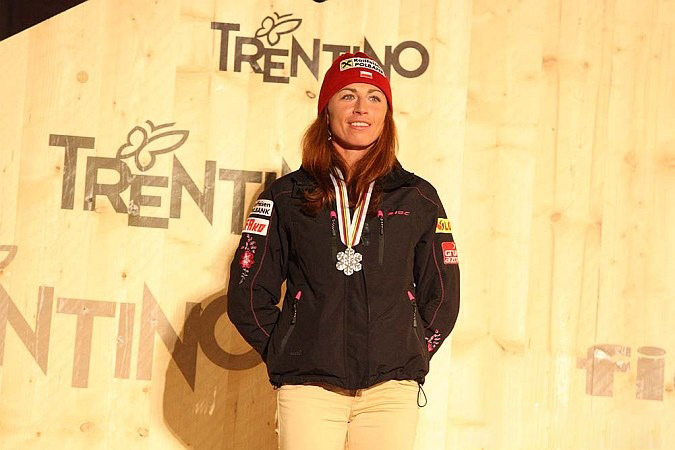
Justyna Kowalczyk – zwyciężczyni klasyfikacji generalnej Pucharu Świata, zwyciężczyni Tour de Ski, zwyciężczyni klasyfikacji biegów dystansowych
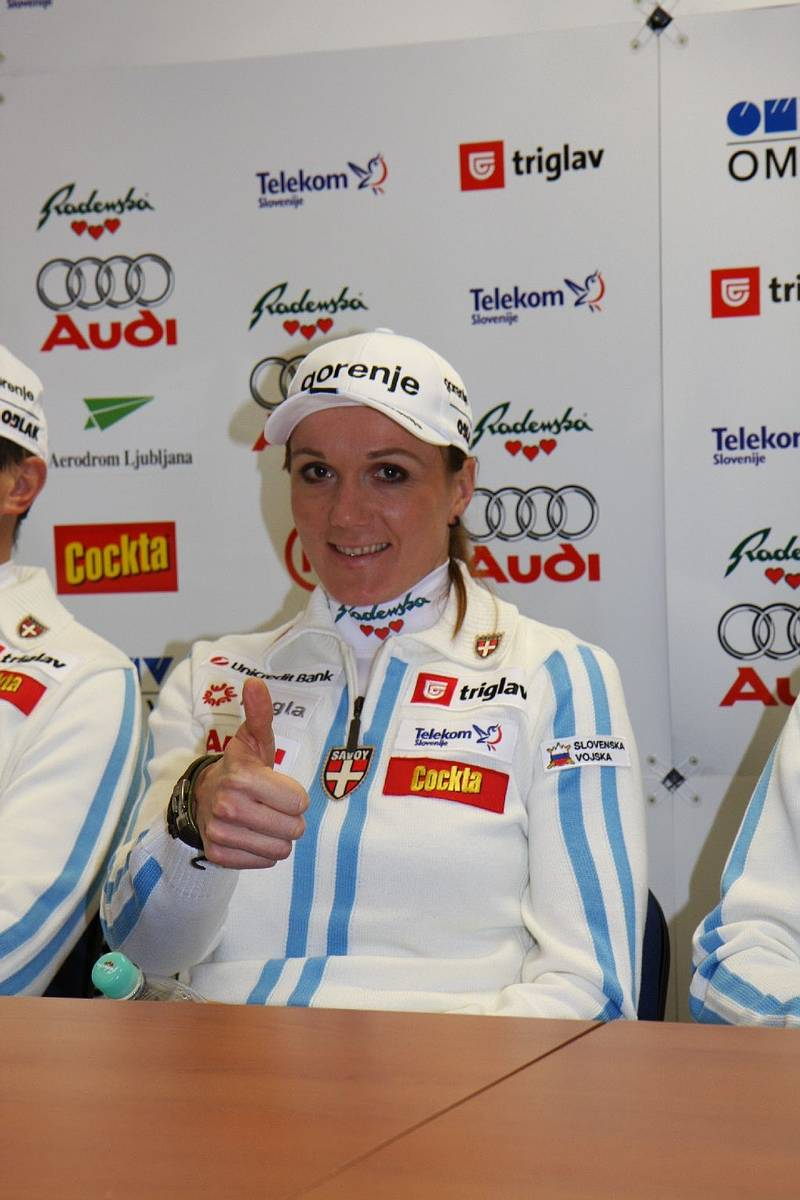
Petra Majdič – zwyciężczyni klasyfikacji sprintów
Reprezentacja Norwegii – zwycięzca klasyfikacji Pucharu Narodów

### Mężczyźni

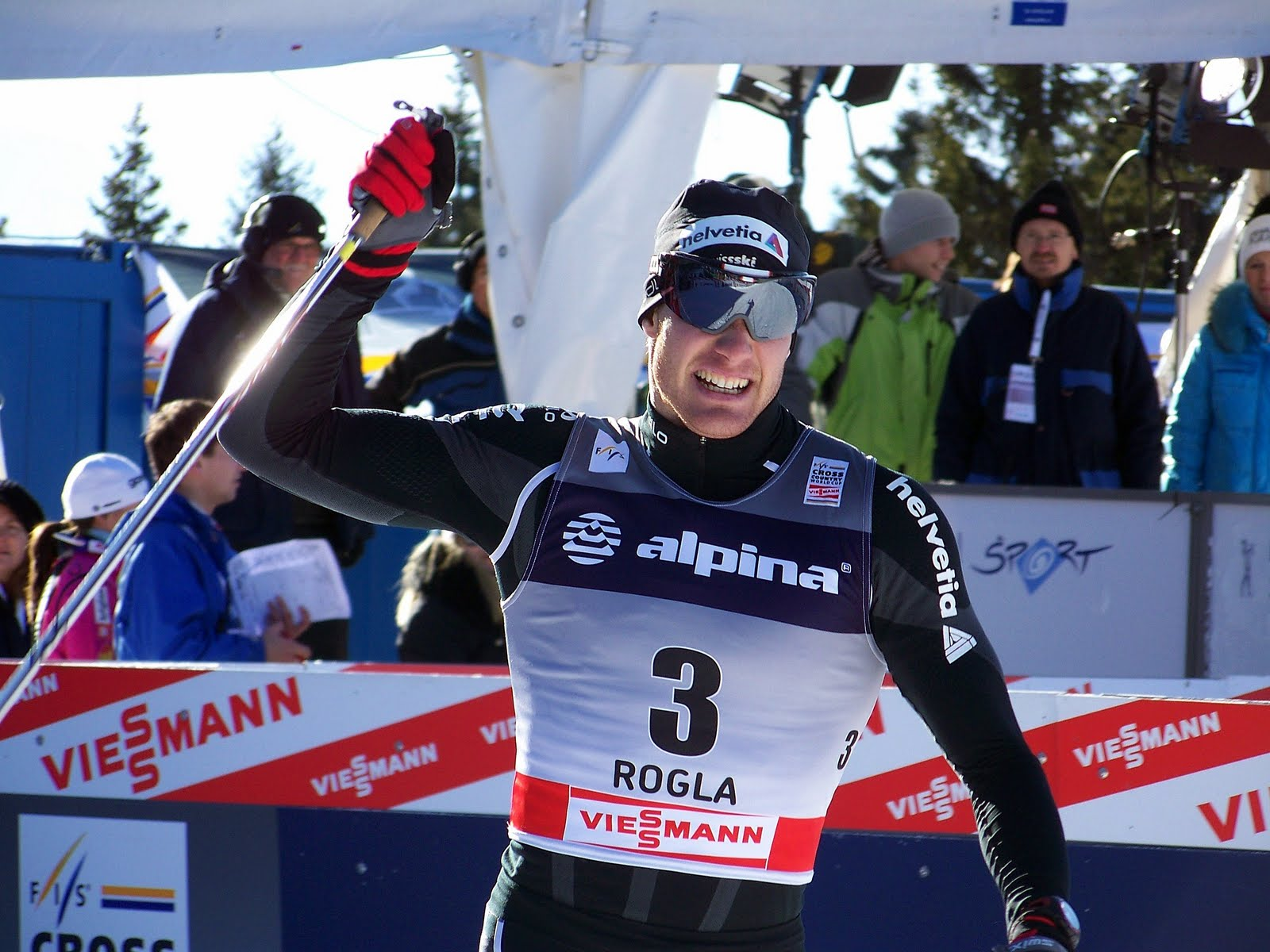
Dario Cologna – zwycięzca klasyfikacji generalnej Pucharu Świata, zwycięzca Tour de Ski, zwycięzca klasyfikacji biegów dystansowych
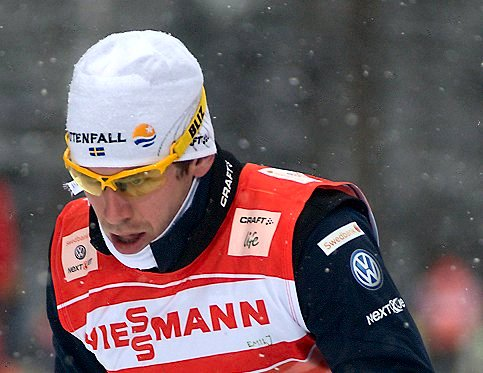
Emil Jönsson – zwycięzca klasyfikacji sprintu
Reprezentacja Norwegii – zwycięzca klasyfikacji Pucharu Narodów

## Kalendarz i wyniki

### Kobiety
| Lp.                                                                                 | Miejscowość                                           | Dystans                                               | Data                                                  | 1. miejsce                                                                            | 2. miejsce                                                                             | 3. miejsce                                                                             |
| ----------------------------------------------------------------------------------- | ----------------------------------------------------- | ----------------------------------------------------- | ----------------------------------------------------- | ------------------------------------------------------------------------------------- | -------------------------------------------------------------------------------------- | -------------------------------------------------------------------------------------- |
| 1.                                                                                  | Gällivare                                             | 10 km s. dowolnym                                     | 20 listopada 2010                                     | Marit Bjørgen                                                                         | Charlotte Kalla                                                                        | Arianna Follis                                                                         |
| 2.                                                                                  | Gällivare                                             | Sztafeta 4×5 km                                       | 21 listopada 2010                                     | Norwegia I Vibeke Skofterud · Therese Johaug · Kristin Størmer Steira · Marit Bjørgen | Szwecja I Britta Johansson Norgren · Anna Haag · Maria Rydqvist · Charlotte Kalla      | Włochy I Magda Genuin · Marianna Longa · Silvia Rupil · Arianna Follis                 |
| Ruka Triple 26–28 listopada 2010                                                    |                                                       |                                                       |                                                       |                                                                                       |                                                                                        |                                                                                        |
|                                                                                     | Ruka                                                  | Sprint s. klasycznym                                  | 26 listopada 2010                                     | Marit Bjørgen                                                                         | Petra Majdič                                                                           | Astrid Jacobsen                                                                        |
|                                                                                     | Ruka                                                  | 5 km s. klasycznym                                    | 27 listopada 2010                                     | Marit Bjørgen                                                                         | Justyna Kowalczyk                                                                      | Petra Majdič                                                                           |
|                                                                                     | Ruka                                                  | 10 km s. dowolnym (bieg pościgowy)                    | 28 listopada 2010                                     | Therese Johaug                                                                        | Nicole Fessel                                                                          | Justyna Kowalczyk                                                                      |
| 3.                                                                                  | Ruka Triple 2010 – klasyfikacja końcowa               | Ruka Triple 2010 – klasyfikacja końcowa               | Ruka Triple 2010 – klasyfikacja końcowa               | Marit Bjørgen                                                                         | Justyna Kowalczyk                                                                      | Charlotte Kalla                                                                        |
| Zakończenie Ruka Triple                                                             |                                                       |                                                       |                                                       |                                                                                       |                                                                                        |                                                                                        |
| 4.                                                                                  | Düsseldorf                                            | Sprint s. dowolnym                                    | 4 grudnia 2010                                        | Arianna Follis                                                                        | Kikkan Randall                                                                         | Vesna Fabjan                                                                           |
| 5.                                                                                  | Düsseldorf                                            | Sprint drużynowy s. dowolnym                          | 5 grudnia 2010                                        | Włochy I Magda Genuin · Arianna Follis                                                | Norwegia I Maiken Caspersen Falla · Celine Brun-Lie                                    | Kanada Daria Gaiazova · Chandra Crawford                                               |
| 6.                                                                                  | Davos                                                 | 10 km s. klasycznym                                   | 11 grudnia 2010                                       | Marit Bjørgen                                                                         | Justyna Kowalczyk                                                                      | Therese Johaug                                                                         |
| 7.                                                                                  | Davos                                                 | Sprint s. dowolnym                                    | 12 grudnia 2010                                       | Marit Bjørgen                                                                         | Arianna Follis                                                                         | Kikkan Randall                                                                         |
| 8.                                                                                  | La Clusaz                                             | 15 km s. dowolnym (start masowy)                      | 18 grudnia 2010                                       | Marit Bjørgen                                                                         | Justyna Kowalczyk                                                                      | Kristin Størmer Steira                                                                 |
| 9.                                                                                  | La Clusaz                                             | Sztafeta 4×5 km                                       | 19 grudnia 2010                                       | Norwegia I Vibeke Skofterud · Therese Johaug · Kristin Størmer Steira · Marit Bjørgen | Włochy Virginia De Martin Topranin · Marianna Longa · Silvia Rupil · Arianna Follis    | Szwecja Sara Lindborg · Anna Haag · Maria Rydqvist · Charlotte Kalla                   |
| Tour de Ski (31 grudnia 2010 – 9 stycznia 2011)                                     |                                                       |                                                       |                                                       |                                                                                       |                                                                                        |                                                                                        |
|                                                                                     | Oberhof                                               | 2,8 km s. dowolnym (prolog)                           | 31 grudnia 2010                                       | Justyna Kowalczyk                                                                     | Charlotte Kalla                                                                        | Astrid Jacobsen                                                                        |
|                                                                                     | Oberhof                                               | 10 km s. klasycznym (bieg pościgowy)                  | 1 stycznia 2011                                       | Justyna Kowalczyk                                                                     | Krista Lähteenmäki                                                                     | Marianna Longa                                                                         |
|                                                                                     | Oberstdorf                                            | Sprint s. klasycznym                                  | 2 stycznia 2011                                       | Petra Majdič                                                                          | Justyna Kowalczyk                                                                      | Astrid Jacobsen                                                                        |
|                                                                                     | Oberstdorf                                            | 10 km bieg łączony                                    | 3 stycznia 2011                                       | Anna Haag                                                                             | Charlotte Kalla                                                                        | Marthe Kristoffersen                                                                   |
|                                                                                     | Toblach                                               | Sprint s. dowolnym                                    | 5 stycznia 2011                                       | Petra Majdič                                                                          | Arianna Follis                                                                         | Magda Genuin                                                                           |
|                                                                                     | Toblach                                               | 15 km s. dowolnym (bieg pościgowy)                    | 6 stycznia 2011                                       | Justyna Kowalczyk                                                                     | Arianna Follis                                                                         | Marianna Longa                                                                         |
|                                                                                     | Val di Fiemme                                         | 10 km s. klasycznym (start masowy)                    | 8 stycznia 2011                                       | Justyna Kowalczyk                                                                     | Therese Johaug                                                                         | Marianna Longa                                                                         |
|                                                                                     | Val di Fiemme                                         | 9 km s. dowolnym (bieg pościgowy)                     | 9 stycznia 2011                                       | Therese Johaug                                                                        | Marte Elden                                                                            | Marthe Kristoffersen                                                                   |
| 10.                                                                                 | Tour de Ski 2010/2011 – klasyfikacja końcowa          | Tour de Ski 2010/2011 – klasyfikacja końcowa          | Tour de Ski 2010/2011 – klasyfikacja końcowa          | Justyna Kowalczyk                                                                     | Therese Johaug                                                                         | Marianna Longa                                                                         |
| Zakończenie Tour de Ski                                                             |                                                       |                                                       |                                                       |                                                                                       |                                                                                        |                                                                                        |
| 11.                                                                                 | Liberec                                               | Sprint s. dowolnym                                    | 15 stycznia 2011                                      | Kikkan Randall                                                                        | Hanna Falk                                                                             | Celine Brun-Lie                                                                        |
| 12.                                                                                 | Liberec                                               | Sprint drużynowy s. klasycznym                        | 16 stycznia 2011                                      | Norwegia I Maiken Caspersen Falla · Marit Bjørgen                                     | Włochy Magda Genuin · Marianna Longa                                                   | Norwegia II Kari Vikhagen Gjeitnes · Celine Brun-Lie                                   |
| 13.                                                                                 | Otepää                                                | 10 km s. klasycznym                                   | 22 stycznia 2011                                      | Marit Bjørgen                                                                         | Justyna Kowalczyk                                                                      | Therese Johaug                                                                         |
| 14.                                                                                 | Otepää                                                | Sprint s. klasycznym                                  | 23 stycznia 2011                                      | Petra Majdič                                                                          | Hanna Brodin                                                                           | Maiken Caspersen Falla                                                                 |
| 15.                                                                                 | Rybińsk                                               | 10 km bieg łączony                                    | 4 lutego 2011                                         | Justyna Kowalczyk                                                                     | Marianna Longa                                                                         | Aino-Kaisa Saarinen                                                                    |
| 16.                                                                                 | Rybińsk                                               | Sprint s. dowolnym                                    | 5 lutego 2011                                         | Vesna Fabjan                                                                          | Katja Višnar                                                                           | Justyna Kowalczyk                                                                      |
| 17.                                                                                 | Rybińsk                                               | Sztafeta 4×5 km                                       | 6 lutego 2011                                         | Włochy Magda Genuin · Marianna Longa · Silvia Rupil · Arianna Follis                  | Rosja I Walentina Nowikowa · Swietłana Nikołajewa · Julija Czekalowa · Olga Michajłowa | Rosja II Anastasija Kazakuł · Julija Tichonowa · Julija Iwanowa · Natalja Korostielowa |
| 18.                                                                                 | Drammen                                               | 10 km s. klasycznym                                   | 19 lutego 2011                                        | Marit Bjørgen                                                                         | Justyna Kowalczyk                                                                      | Aino-Kaisa Saarinen                                                                    |
| 19.                                                                                 | Drammen                                               | Sprint s. dowolnym                                    | 20 lutego 2011                                        | Kikkan Randall                                                                        | Maiken Caspersen Falla                                                                 | Charlotte Kalla                                                                        |
| Mistrzostwa Świata w Narciarstwie Klasycznym 2011 w Oslo (24 lutego – 6 marca 2011) |                                                       |                                                       |                                                       |                                                                                       |                                                                                        |                                                                                        |
| 20.                                                                                 | Lahti                                                 | 10 km bieg łączony                                    | 12 marca 2011                                         | Therese Johaug                                                                        | Justyna Kowalczyk                                                                      | Arianna Follis                                                                         |
| 21.                                                                                 | Lahti                                                 | Sprint s. klasycznym                                  | 13 marca 2011                                         | Marit Bjørgen                                                                         | Astrid Jacobsen                                                                        | Petra Majdič                                                                           |
| Finał Pucharu Świata (16–20 marca 2011)                                             |                                                       |                                                       |                                                       |                                                                                       |                                                                                        |                                                                                        |
|                                                                                     | Sztokholm                                             | Sprint s. klasycznym                                  | 16 marca 2011                                         | Petra Majdič                                                                          | Marit Bjørgen                                                                          | Maiken Caspersen Falla                                                                 |
|                                                                                     | Falun                                                 | 2,5 km s. klasycznym (prolog)                         | 18 marca 2011                                         | Marit Bjørgen                                                                         | Justyna Kowalczyk                                                                      | Therese Johaug                                                                         |
|                                                                                     | Falun                                                 | 10 km bieg łączony                                    | 19 marca 2011                                         | Marit Bjørgen                                                                         | Justyna Kowalczyk                                                                      | Therese Johaug                                                                         |
|                                                                                     | Falun                                                 | 10 km s. dowolnym (bieg pościgowy)                    | 20 marca 2011                                         | Arianna Follis                                                                        | Astrid Jacobsen                                                                        | Therese Johaug                                                                         |
| 22.                                                                                 | Finał Pucharu Świata 2010/2011 – klasyfikacja końcowa | Finał Pucharu Świata 2010/2011 – klasyfikacja końcowa | Finał Pucharu Świata 2010/2011 – klasyfikacja końcowa | Marit Bjørgen                                                                         | Justyna Kowalczyk                                                                      | Therese Johaug                                                                         |
| Zakończenie Finału Pucharu Świata                                                   |                                                       |                                                       |                                                       |                                                                                       |                                                                                        |                                                                                        |
| Zakończenie Sezonu 2010/2011                                                        |                                                       |                                                       |                                                       |                                                                                       |                                                                                        |                                                                                        |

### Mężczyźni
| Lp.                                                                                 | Miejscowość                                           | Dystans                                               | Data                                                  | 1. miejsce                                                                     | 2. miejsce                                                                         | 3. miejsce                                                                               |
| ----------------------------------------------------------------------------------- | ----------------------------------------------------- | ----------------------------------------------------- | ----------------------------------------------------- | ------------------------------------------------------------------------------ | ---------------------------------------------------------------------------------- | ---------------------------------------------------------------------------------------- |
| 1.                                                                                  | Gällivare                                             | 15 km s. dowolnym                                     | 20 listopada 2010                                     | Marcus Hellner                                                                 | Dario Cologna                                                                      | Daniel Richardsson                                                                       |
| 2.                                                                                  | Gällivare                                             | Sztafeta 4×10 km                                      | 21 listopada 2010                                     | Szwecja I Mats Larsson · Johan Olsson · Daniel Richardsson · Marcus Hellner    | Rosja I Jewgienij Biełow · Maksim Wylegżanin · Piotr Siedow · Aleksandr Legkow     | Norwegia I Eldar Rønning · Martin Johnsrud Sundby · Chris André Jespersen · Sjur Røthe   |
| Ruka Triple 26–28 listopada 2010                                                    |                                                       |                                                       |                                                       |                                                                                |                                                                                    |                                                                                          |
|                                                                                     | Ruka                                                  | Sprint s. klasycznym                                  | 26 listopada 2010                                     | John Kristian Dahl                                                             | Aleksiej Połtoranin                                                                | Sami Jauhojärvi                                                                          |
|                                                                                     | Ruka                                                  | 10 km s. klasycznym                                   | 27 listopada 2010                                     | Dario Cologna                                                                  | Aleksandr Legkow                                                                   | Daniel Richardsson                                                                       |
|                                                                                     | Ruka                                                  | 15 km s. dowolnym (bieg pościgowy)                    | 28 listopada 2010                                     | Lukáš Bauer                                                                    | Ilja Czernousow                                                                    | Marcus Hellner                                                                           |
| 3.                                                                                  | Ruka Triple 2010 – klasyfikacja końcowa               | Ruka Triple 2010 – klasyfikacja końcowa               | Ruka Triple 2010 – klasyfikacja końcowa               | Aleksandr Legkow                                                               | Dario Cologna                                                                      | Daniel Richardsson                                                                       |
| Zakończenie Ruka Triple                                                             |                                                       |                                                       |                                                       |                                                                                |                                                                                    |                                                                                          |
| 4.                                                                                  | Düsseldorf                                            | Sprint s. dowolnym                                    | 4 grudnia 2010                                        | Emil Jönsson                                                                   | Fulvio Scola                                                                       | Øystein Pettersen                                                                        |
| 5.                                                                                  | Düsseldorf                                            | Sprint drużynowy s. dowolnym                          | 5 grudnia 2010                                        | Norwegia II Ola Vigen Hattestad · Anders Gløersen                              | Szwecja I Mats Larsson · Emil Jönsson                                              | Włochy II Fabio Pasini · David Hofer                                                     |
| 6.                                                                                  | Davos                                                 | 15 km s. klasycznym                                   | 11 grudnia 2010                                       | Aleksiej Połtoranin                                                            | Aleksandr Legkow                                                                   | Lukáš Bauer                                                                              |
| 7.                                                                                  | Davos                                                 | Sprint s. dowolnym                                    | 12 grudnia 2010                                       | Emil Jönsson                                                                   | Aleksiej Pietuchow                                                                 | Dario Cologna                                                                            |
| 8.                                                                                  | La Clusaz                                             | 30 km s. dowolnym (start masowy)                      | 18 grudnia 2010                                       | Maksim Wylegżanin                                                              | Petter Northug                                                                     | Aleksandr Legkow                                                                         |
| 9.                                                                                  | La Clusaz                                             | Sztafeta 4×5 km                                       | 19 grudnia 2010                                       | Szwajcaria Toni Livers · Dario Cologna · Remo Fischer · Curdin Perl            | Rosja I Jewgienij Biełow · Aleksandr Legkow · Piotr Siedow · Maksim Wylegżanin     | Norwegia I Eldar Rønning · Martin Johnsrud Sundby · Tord Asle Gjerdalen · Petter Northug |
| Tour de Ski (31 grudnia 2010 – 9 stycznia 2011)                                     |                                                       |                                                       |                                                       |                                                                                |                                                                                    |                                                                                          |
|                                                                                     | Oberhof                                               | 3,7 km s. dowolnym (prolog)                           | 31 grudnia 2010                                       | Marcus Hellner                                                                 | Aleksiej Pietuchow                                                                 | Petter Northug                                                                           |
|                                                                                     | Oberhof                                               | 15 km s. klasycznym (bieg pościgowy)                  | 1 stycznia 2011                                       | Dario Cologna                                                                  | Devon Kershaw                                                                      | Aleksandr Legkow                                                                         |
|                                                                                     | Oberstdorf                                            | Sprint s. klasycznym                                  | 2 stycznia 2011                                       | Emil Jönsson                                                                   | Devon Kershaw                                                                      | Dario Cologna                                                                            |
|                                                                                     | Oberstdorf                                            | 20 km bieg łączony                                    | 3 stycznia 2011                                       | Matti Heikkinen                                                                | Dario Cologna                                                                      | Martin Jakš                                                                              |
|                                                                                     | Toblach                                               | Sprint s. dowolnym                                    | 5 stycznia 2011                                       | Devon Kershaw                                                                  | Dario Cologna                                                                      | Petter Northug                                                                           |
|                                                                                     | Cortina d’Ampezzo – Toblach                           | 35 km s. dowolnym (bieg pościgowy)                    | 6 stycznia 2011                                       | Dario Cologna                                                                  | Marcus Hellner                                                                     | Petter Northug                                                                           |
|                                                                                     | Val di Fiemme                                         | 20 km s. klasycznym (start masowy)                    | 8 stycznia 2011                                       | Petter Northug                                                                 | Dario Cologna                                                                      | Devon Kershaw                                                                            |
|                                                                                     | Val di Fiemme                                         | 9 km s. dowolnym (bieg pościgowy)                     | 9 stycznia 2011                                       | Lukáš Bauer                                                                    | Roland Clara                                                                       | Curdin Perl                                                                              |
| 10.                                                                                 | Tour de Ski 2010/2011 – klasyfikacja końcowa          | Tour de Ski 2010/2011 – klasyfikacja końcowa          | Tour de Ski 2010/2011 – klasyfikacja końcowa          | Dario Cologna                                                                  | Petter Northug                                                                     | Lukáš Bauer                                                                              |
| Zakończenie Tour de Ski                                                             |                                                       |                                                       |                                                       |                                                                                |                                                                                    |                                                                                          |
| 11.                                                                                 | Liberec                                               | Sprint s. dowolnym                                    | 15 stycznia 2011                                      | Ola Vigen Hattestad                                                            | Federico Pellegrino                                                                | Dušan Kožíšek                                                                            |
| 12.                                                                                 | Liberec                                               | Sprint drużynowy s. klasycznym                        | 16 stycznia 2011                                      | Norwegia I Johan Kjølstad · Ola Vigen Hattestad                                | Szwecja I Jesper Modin · Mats Larsson                                              | Norwegia II Eirik Brandsdal · John Kristian Dahl                                         |
| 13.                                                                                 | Otepää                                                | 15 km s. klasycznym                                   | 22 stycznia 2011                                      | Eldar Rønning                                                                  | Daniel Richardsson                                                                 | Maksim Wylegżanin                                                                        |
| 14.                                                                                 | Otepää                                                | Sprint s. klasycznym                                  | 23 stycznia 2011                                      | Eirik Brandsdal                                                                | Ola Vigen Hattestad                                                                | Nikita Kriukow                                                                           |
| 15.                                                                                 | Rybińsk                                               | 20 km bieg łączony                                    | 4 lutego 2011                                         | Ilja Czernousow                                                                | Jean-Marc Gaillard                                                                 | Maurice Manificat                                                                        |
| 16.                                                                                 | Rybińsk                                               | Sprint s. dowolnym                                    | 5 lutego 2011                                         | Aleksiej Pietuchow                                                             | Ola Vigen Hattestad                                                                | Anders Gløersen                                                                          |
| 17.                                                                                 | Rybińsk                                               | Sztafeta 4×10 km                                      | 6 lutego 2011                                         | Rosja I Jewgienij Biełow · Maksim Wylegżanin · Piotr Siedow · Aleksandr Legkow | Włochy I Valerio Checchi · Giorgio Di Centa · Roland Clara · Pietro Piller Cottrer | Niemcy Andy Kühne · Franz Göring · Tom Reichelt · Tobias Angerer                         |
| 18.                                                                                 | Drammen                                               | 15 km s. klasycznym                                   | 19 lutego 2011                                        | Daniel Richardsson                                                             | Martin Johnsrud Sundby                                                             | Petter Northug                                                                           |
| 19.                                                                                 | Drammen                                               | Sprint s. dowolnym                                    | 20 lutego 2011                                        | Emil Jönsson                                                                   | Alex Harvey                                                                        | Petter Northug                                                                           |
| Mistrzostwa Świata w Narciarstwie Klasycznym 2011 w Oslo (24 lutego – 6 marca 2011) |                                                       |                                                       |                                                       |                                                                                |                                                                                    |                                                                                          |
| 20.                                                                                 | Lahti                                                 | 20 km bieg łączony                                    | 12 marca 2011                                         | Dario Cologna                                                                  | Maurice Manificat                                                                  | Vincent Vittoz                                                                           |
| 21.                                                                                 | Lahti                                                 | Sprint s. klasycznym                                  | 13 marca 2011                                         | Emil Jönsson                                                                   | Eirik Brandsdal                                                                    | Pål Golberg                                                                              |
| Finał Pucharu Świata (16–20 marca 2011)                                             |                                                       |                                                       |                                                       |                                                                                |                                                                                    |                                                                                          |
|                                                                                     | Sztokholm                                             | Sprint s. klasycznym                                  | 16 marca 2011                                         | Emil Jönsson                                                                   | Petter Northug                                                                     | Ola Vigen Hattestad                                                                      |
|                                                                                     | Falun                                                 | 3,3 km s. klasycznym (prolog)                         | 18 marca 2011                                         | Ilja Czernousow                                                                | Petter Northug                                                                     | Maksim Wylegżanin                                                                        |
|                                                                                     | Falun                                                 | 20 km bieg łączony                                    | 19 marca 2011                                         | Petter Northug                                                                 | Giorgio Di Centa                                                                   | Daniel Richardsson                                                                       |
|                                                                                     | Falun                                                 | 15 km s. dowolnym (bieg pościgowy)                    | 20 marca 2011                                         | Finn Hågen Krogh                                                               | Maurice Manificat                                                                  | Lukáš Bauer                                                                              |
| 22.                                                                                 | Finał Pucharu Świata 2010/2011 – klasyfikacja końcowa | Finał Pucharu Świata 2010/2011 – klasyfikacja końcowa | Finał Pucharu Świata 2010/2011 – klasyfikacja końcowa | Petter Northug                                                                 | Finn Hågen Krogh                                                                   | Dario Cologna                                                                            |
| Zakończenie Finału Pucharu Świata                                                   |                                                       |                                                       |                                                       |                                                                                |                                                                                    |                                                                                          |
| Zakończenie Sezonu 2010/2011                                                        |                                                       |                                                       |                                                       |                                                                                |                                                                                    |                                                                                          |

## Klasyfikacje

### Kobiety
| Lp. | Zawodniczka         | Punkty |
| --- | ------------------- | ------ |
| 1.  | Justyna Kowalczyk   | 2073   |
| 2.  | Marit Bjørgen       | 1578   |
| 3.  | Arianna Follis      | 1310   |
| 4.  | Therese Johaug      | 1173   |
| 5.  | Charlotte Kalla     | 1100   |
| 6.  | Petra Majdič        | 1087   |
| 7.  | Marianna Longa      | 1051   |
| 8.  | Astrid Jacobsen     | 810    |
| 9.  | Aino-Kaisa Saarinen | 715    |
| 10. | Kikkan Randall      | 657    |
| ... |                     |        |
| 64. | Paulina Maciuszek   | 45     |

| Lp. | Zawodniczka          | Punkty |
| --- | -------------------- | ------ |
| 1.  | Justyna Kowalczyk    | 1039   |
| 2.  | Marit Bjørgen        | 775    |
| 3.  | Therese Johaug       | 671    |
| 4.  | Marianna Longa       | 563    |
| 5.  | Arianna Follis       | 518    |
| 6.  | Charlotte Kalla      | 503    |
| 7.  | Aino-Kaisa Saarinen  | 446    |
| 8.  | Anna Haag            | 430    |
| 9.  | Riitta-Liisa Roponen | 353    |
| 10. | Marthe Kristoffersen | 350    |
| ... |                      |        |
| 55. | Paulina Maciuszek    | 25     |

| Lp. | Zawodniczka            | Punkty |
| --- | ---------------------- | ------ |
| 1.  | Petra Majdič           | 480    |
| 2.  | Arianna Follis         | 434    |
| 3.  | Kikkan Randall         | 427    |
| 4.  | Marit Bjørgen          | 403    |
| 5.  | Justyna Kowalczyk      | 314    |
| 6.  | Maiken Caspersen Falla | 305    |
| 7.  | Astrid Jacobsen        | 277    |
| 8.  | Katja Višnar           | 266    |
| 9.  | Vesna Fabjan           | 264    |
| 10. | Hanna Falk             | 232    |

### Mężczyźni
| Lp.  | Zawodnik           | Punkty |
| ---- | ------------------ | ------ |
| 1.   | Dario Cologna      | 1566   |
| 2.   | Petter Northug     | 1236   |
| 3.   | Daniel Richardsson | 981    |
| 4.   | Lukáš Bauer        | 923    |
| 5.   | Aleksandr Legkow   | 796    |
| 6.   | Emil Jönsson       | 746    |
| 7.   | Marcus Hellner     | 695    |
| 8.   | Devon Kershaw      | 602    |
| 9.   | Jean-Marc Gaillard | 589    |
| 10.  | Alex Harvey        | 552    |
| ...  |                    |        |
| 151. | Mariusz Michałek   | 7      |
| 165. | Maciej Kreczmer    | 3      |
| 171. | Maciej Staręga     | 2      |

| Lp. | Zawodnik           | Punkty |
| --- | ------------------ | ------ |
| 1.  | Dario Cologna      | 706    |
| 2.  | Daniel Richardsson | 568    |
| 3.  | Lukáš Bauer        | 553    |
| 4.  | Petter Northug     | 512    |
| 5.  | Aleksandr Legkow   | 503    |
| 6.  | Maksim Wylegżanin  | 386    |
| 7.  | Marcus Hellner     | 365    |
| 8.  | Jean-Marc Gaillard | 364    |
| 9.  | Ilja Czernousow    | 342    |
| 10. | Maurice Manificat  | 308    |
| ... |                    |        |
| 96. | Mariusz Michałek   | 7      |

| Lp.  | Zawodnik            | Punkty |
| ---- | ------------------- | ------ |
| 1.   | Emil Jönsson        | 580    |
| 2.   | Ola Vigen Hattestad | 407    |
| 3.   | Jesper Modin        | 300    |
| 4.   | Aleksiej Pietuchow  | 277    |
| 5.   | Fulvio Scola        | 275    |
| 6.   | Eirik Brandsdal     | 239    |
| 7.   | Petter Northug      | 204    |
| 8.   | Andrew Newell       | 198    |
| 9.   | Renato Pasini       | 190    |
| 10.  | Alex Harvey         | 182    |
| ...  |                     |        |
| 103. | Maciej Kreczmer     | 3      |
| 109. | Maciej Staręga      | 2      |

### Puchar Narodów
| Lp. | Państwo           | Punkty |
| --- | ----------------- | ------ |
| 1.  | Norwegia          | 6675   |
| 2.  | Szwecja           | 3593   |
| 3.  | Włochy            | 3535   |
| 4.  | Finlandia         | 2961   |
| 5.  | Polska            | 2238   |
| 6.  | Słowenia          | 1880   |
| 7.  | Rosja             | 1777   |
| 8.  | Niemcy            | 1549   |
| 9.  | Francja           | 864    |
| 10. | Stany Zjednoczone | 739    |

| Lp. | Państwo    | Punkty |
| --- | ---------- | ------ |
| 1.  | Norwegia   | 4722   |
| 2.  | Rosja      | 4422   |
| 3.  | Szwecja    | 4067   |
| 4.  | Szwajcaria | 2680   |
| 5.  | Włochy     | 2571   |
| 6.  | Francja    | 1869   |
| 7.  | Czechy     | 1695   |
| 8.  | Kanada     | 1525   |
| 9.  | Niemcy     | 1468   |
| 10. | Finlandia  | 1249   |
| ... |            |        |
| 16. | Polska     | 101    |

## Starty Polaków

### Kobiety
| Zawodniczka   | Gällivare 20.11 | Ruka 26.11 | Ruka 27.11 | Ruka 28.11 | Ruka Triple 26-28.11 | Düsseldorf 4.12 | Davos 11.12 | Davos 12.12 | La Clusaz 18.12 | Oberhof 31.12 | Oberhof 1.01 | Oberstdorf 2.01 | Oberstdorf 3.01 | Tobalch 5.01 | Cortina-Toblach 6.01 | Val di Fiemme 8.01 | Val di Fiemme 9.01 | TdS | Liberec 15.01 | Otepää 22.01 | Otepää 23.01 | Rybińsk 4.02 | Rybińsk 5.02 | Drammen 19.02 | Drammen 20.02 | Lahti 12.03 | Lahti 13.03 | Sztokholm 16.03 | Falun 18.03 | Falun 19.03 | Falun 20.03 | Finał PŚ 16-20.03 |
| M. Galewicz   | 82              | 95         | 71         | 62         | 63                   | –               | –           | –           | DF              | –             | –            | –               | –               | –            | –                    | –                  | –                  | –   | 48            | 45           | –            | –            | –            | –             | –             | –           | –           | –               | –           | –           | –           | –                 |
| J. Kowalczyk  | 7               | 11         | 2          | 2          | 2                    | –               | 2           | 6           | 2               | 1             | 1            | 2               | 5               | 22           | 1                    | 1                  | 4                  | 1   | –             | 2            | 4            | 1            | 3            | 2             | 28            | 2           | 4           | 7               | 2           | 2           | 18          | 2                 |
| P. Maciuszek  | 52              | 88         | 49         | 41         | 44                   | –               | –           | –           | 21              | 45            | 45           | 54              | 35              | 38           | 32                   | 32                 | 24                 | 26  | –             | 23           | –            | –            | –            | –             | –             | 54          | –           | –               | –           | –           | –           | –                 |
| E. Marcisz    | 79              | 82         | 66         | 60         | 59                   | –               | –           | –           | 41              | –             | –            | –               | –               | –            | –                    | –                  | –                  | –   | –             | –            | 49           | –            | –            | –             | –             | 61          | 61          | –               | –           | –           | –           | –                 |
| A. Szymańczak | 83              | 77         | 73         | 63         | 66                   | –               | –           | 75          | 42              | –             | –            | –               | –               | –            | –                    | –                  | –                  | –   | –             | –            | –            | –            | –            | –             | –             | DF          | 62          | –               | –           | –           | –           | –                 |

### Mężczyźni
| Zawodnik    | Gällivare 20.11 | Ruka 26.11 | Ruka 27.11 | Ruka 28.11 | Nordic Opening 26-28.11 | Düsseldorf 4.12 | Davos 11.12 | Davos 12.12 | La Clusaz 18.12 | Oberhof 31.12 | Oberhof 1.01 | Oberstdorf 2.01 | Oberstdorf 3.01 | Tobalch 5.01 | Cortina-Toblach 6.01 | Val di Fiemme 8.01 | Val di Fiemme 9.01 | TdS | Liberec 15.01 | Otepää 22.01 | Otepää 23.01 | Rybińsk 4.02 | Rybińsk 5.02 | Drammen 19.02 | Drammen 20.02 | Lahti 12.03 | Lahti 13.03 | Sztokholm 16.03 | Falun 18.03 | Falun 19.03 | Falun 20.03 | Finał PŚ 16-20.03 |
| S. Gazurek  | dnf             | 95         | 96         | 69         | 68                      | –               | –           | –           | –               | –             | –            | –               | –               | –            | –                    | –                  | –                  | –   | 61            | 65           | 70           | –            | –            | –             | –             | –           | –           | –               | –           | –           | –           | –                 |
| M. Kreczmer | 63              | 57         | 49         | 52         | 51                      | –               | –           | 84          | dnf             | 56            | 44           | 49              | 49              | 28           | 39                   | 33                 | 34                 | 31  | 48            | 43           | 46           | –            | –            | 82            | 69            | –           | 56          | –               | –           | –           | –           | –                 |
| M. Michałek | 95              | 103        | 100        | 64         | 63                      | –               | –           | –           | 59              | 74            | 65           | 66              | 54              | 54           | 43                   | 30                 | 25                 | 33  | –             | –            | –            | –            | –            | –             | –             | –           | –           | –               | –           | –           | –           | –                 |
| M. Staręga  | 98              | 105        | 91         | 65         | 64                      | –               | –           | 61          | 70              | –             | –            | –               | –               | –            | –                    | –                  | –                  | –   | 29            | –            | –            | –            | –            | –             | –             | 66          | 69          | –               | –           | –           | –           | –                 |
| K. Stec     | –               | –          | –          | –          | –                       | –               | –           | 89          | 72              | –             | –            | –               | –               | –            | –                    | –                  | –                  | –   | –             | –            | –            | –            | –            | –             | –             | –           | –           | –               | –           | –           | –           | –                 |
| M. Nuciak   | –               | –          | –          | –          | –                       | –               | –           | –           | –               | –             | –            | –               | –               | –            | –                    | –                  | –                  | –   | –             | –            | –            | –            | 52           | –             | –             | –           | –           | –               | –           | –           | –           | –                 |

Legenda: DS = nie wystartował, DF = nie ukończył, DQ = zdyskwalifikowany